# Kutxerovka
Kutxerovka (en rus: Кучеровка) és un poble del krai de l'Altai, a Rússia, que el 2013 tenia 71 habitants. Pertany al districte de Lóktevski.